# The Lotus Eater
The Lotus Eater è un film muto del 1921 diretto da Marshall Neilan che produsse il film con la sua casa di produzione. La sceneggiatura di Marion Fairfax si basa su un soggetto di Albert Payson Terhune.

## Trama

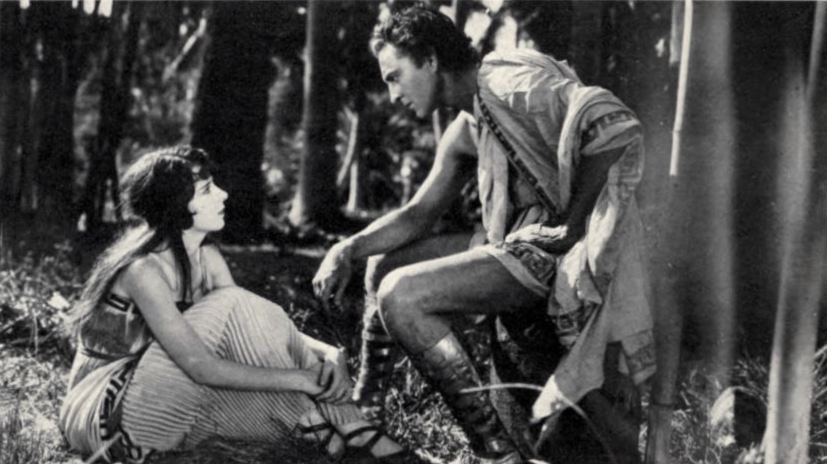
Colleen Moore e John Barrymore

Un eccentrico milionario fa crescere a bordo di una nave in navigazione il suo unico figlio: vissuto per anni al riparo dal mondo esterno, il giovane Jacques, ormai adulto, non ha sperimentato niente della vita, non avendo mai conosciuto né i pericoli del mondo né il sesso femminile. A venticinque anni, dopo la morte del padre, l'innocente giovane incontra per la prima volta una donna e se ne innamora. Il loro matrimonio, però, si rivela un fallimento quando Jacques non riesce a entrare in possesso di tutta la sua eredità a causa di un codicillo del testamento che non gli consentirà di ereditare fino al compimento dei trent'anni. Lasciato da Madge, Jacques, durante un volo sull'oceano a bordo di un dirigibile, finisce bloccato su un'isola dove trova dei naufraghi che vivono felicemente in comunità sotto la guida di uno chiamato il Decano. Lì, si innamora di una ragazza, Mavis, ma continua sempre a pensare di tornare a New York e rivedere la moglie. Gli isolani, allora, gli danno una barca con la quale lascia l'isola. Ma, al ritorno, scopre che Madge, credendolo morto, si è sposata un ricco broker. Richiesta di scegliere tra i due uomini, lei pianta in asso ambedue, andandosene via con un terzo, un conte. Jacques torna allora all'isola, dalla bella Mavis, trovando la felicità nella semplice vita della colonia.

## Produzione
Il film fu prodotto dalla Marshall Neilan Productions.

## Distribuzione
Il copyright del film, richiesto dalla Marshall Neilan Productions, fu registrato il 12 dicembre 1921 con il numero LP17467.
Distribuito dalla Associated First National Pictures, il film uscì nelle sale statunitensi presentato in prima a New York il 27 novembre 1921.
Non si conoscono copie ancora esistenti della pellicola che viene considerata presumibilmente perduta.